# Franz-Josef Arlinghaus

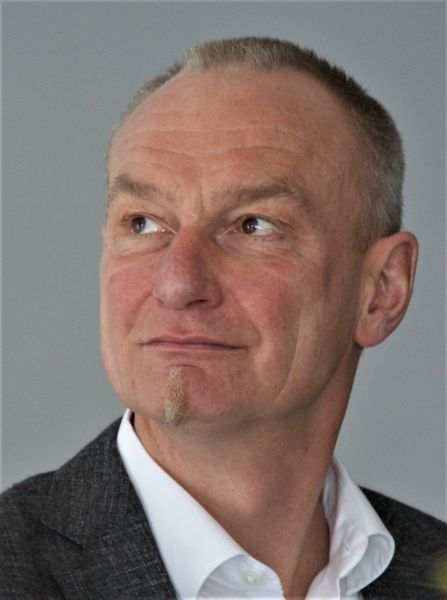
Franz-Josef Arlinghaus, aufgenommen von Werner Maleczek 2017

Franz-Josef Arlinghaus (* 11. Mai 1960 in Münster) ist ein deutscher Historiker.
Nach einer Ausbildung zum Tischler studierte Arlinghaus von 1983 bis 1991 Mittlere Geschichte, Romanistik, Pädagogik und Wirtschaftspolitik an den Universitäten Münster und Madrid. Im Anschluss war er bis 1999 Mitarbeiter im Sonderforschungsbereich „Träger, Felder, Formen pragmatischer Schriftlichkeit im Mittelalter“ an der Universität Münster. Dort wurde er 1997 bei Hagen Keller mit einer Arbeit zu Buchführungstechniken der italienischen Kaufleute des 14. und 15. Jahrhunderts promoviert. Im Jahr 2007 folgte die Habilitation an der Universität Kassel mit einer Arbeit zum Gerichtswesen des spätmittelalterlichen Köln. Im darauffolgenden Jahr wurde er zum Professor für Geschichte mit einem Schwerpunkt in der Geschichte der vormodernen Welt an der Universität Vechta ernannt. Seit 2009 ist er Professor für Allgemeine Geschichte unter besonderer Berücksichtigung des Hoch- und Spätmittelalters an der Universität Bielefeld. Vom Oktober 2014 bis September 2015 hatte er die Mercator-Professur am Graduiertenkolleg 1919 „Vorsorge, Voraussicht, Vorhersage: Kontingenzbewältigung durch Zukunftshandeln“ an der Universität Duisburg-Essen inne. Er ist Mitglied der Vereinigung für Verfassungsgeschichte.
Seine Forschungsschwerpunkte liegen in der italienischen und deutschen Stadt- und Rechtsgeschichte des Hoch- und Spätmittelalters. Zudem beschäftigen sich seine Arbeiten mit der Geschichte des Individuums und der Individualität sowie dem symbolisch-rituellen Gebrauch von Schrift in der Vormoderne.
Franz-Josef Arlinghaus ist mit der Germanistin Margreth Egidi verheiratet.

## Schriften (Auswahl)
Monographien
- Inklusion – Exklusion. Funktion und Formen des Rechts in der spätmittelalterlichen Stadt. Das Beispiel Köln (= Norm und Struktur. Bd. 48). Böhlau, Köln u. a. 2018, ISBN 3-412-51165-X.
- Legitimationsstrategien in schwieriger Zeit. Die Sentenzen der Mailänder Kommunalgerichte im 12. und 13. Jahrhundert. UVK, Konstanz u. a. 2016, ISBN 3-86764-699-6.
- Zwischen Notiz und Bilanz. Zur Eigendynamik des Schriftgebrauchs in der kaufmännischen Buchführung am Beispiel der Datini/di Berto-Handelsgesellschaft in Avignon (1367–1373) (= Gesellschaft, Kultur und Schrift – Mediävistische Beiträge. Bd. 8). Lang, Frankfurt am Main 2000, ISBN 3-631-35256-5.

Herausgeberschaften
- Forms of Individuality and Literacy in the Medieval and Early Modern Periods (= Utrecht Studies in Medieval Literacy. Bd. 31). Brepols, Turnhout 2015, ISBN 2-503-55220-X.
- zusammen mit Bernd Ulrich Hucker und Eugen Kotte: Verfassungsgeschichte aus internationaler und diachroner Perspektive. Meidenbauer, München 2010, ISBN 3-89975-210-4.
- zusammen mit Ingrid Baumgärtner, Vincenzo Colli, Susanne Lepsius und Thomas Wetzstein: Praxis der Gerichtsbarkeit in europäischen Städten des Spätmittelalters (= Rechtsprechung. Bd. 23). Klostermann, Frankfurt am Main 2006, ISBN 3-465-04007-4.
- zusammen mit Marcus Ostermann, Oliver Plessow und Gudrun Tscherpel: Transforming the Medieval World. Uses of Pragmatic Literacy in the Middle Ages (= Utrecht Studies in Medieval Literacy. Bd. 6). Brepols, Turnhout 2006, ISBN 978-2-503-51166-5.